# Учебное хозяйство «Авангард»
Уче́бное хозя́йство «Аванга́рд» — посёлок в Тамбовском районе Тамбовской области России. Входит в состав Беломестнодвойнёвского сельсовета.

## География
Посёлок находится у автомобильной трассы Р-119 (Тамбов — Грязи — Липецк), на расстоянии примерно 21 км к западу от города Тамбов, административного центра района.

### Часовой пояс
Посёлок Учебное хозяйство «Авангард», как и вся Тамбовская область, находится в часовой зоне МСК (московское время). Смещение применяемого времени относительно UTC составляет +3:00.

## Население
| 2002 | 2010 |
| ---- | ---- |
| 418  | ↘389 |

### Национальный состав
Согласно результатам переписи 2002 года, в национальной структуре населения русские составляли 99 % из 418 чел.

## Инфраструктура
В посёлке действует отделение почтовой связи № 392552, ФАП. 

## Транспорт
Ежедневно ходит автобус №124 Тамбов — Минаевка (с заездом в посёлок).